# Гамбор, Уго
Уго Гамбор (фр. Hugo Gambor; род. 30 декабря 2002, Блуа) — центральноафриканский и французский футболист, защитник клуба «Гент» и сборной ЦАР.

## Клубная карьера
Гамбор — воспитанник клуба «Блои 41». С 2019 года игрок выступал за дублирующие составы «Орлеана» и «Парижа». Летом 2022 года Гамбор подписал контракт с клубом «Дюнкерк». 12 августа в матче против «Ле Мана» он дебютировал в Лиге 3. В этом же поединке Уго забил свой первый гол за «Дюнкерк». По итогам сезона игрок помог клубу выйти в более высокий дивизион. 5 августа 2023 года в матче против «Труа» он дебютировал в Лиге 2.
В начале 2024 года Гамбор перешёл в бельгийский «Гент». 18 мая в матче против льежского «Стандарда» он дебютировал в Жюпиле лиге. 7 февраля 2025 года в поединке против «Мехелена» Уго забил свой первый гол за «Гент».

## Карьера в сборной
5 сентября 2024 года в отборочном матче Кубка Африки 2025 против сборной Лесото Гамбор дебютировал за сборную ЦАР.